# Lherm (Haute-Garonne)
Lherm is een gemeente in het Franse departement Haute-Garonne (regio Occitanie). De plaats maakt deel uit van het arrondissement Muret. Op het vliegveld van de stad wordt elk jaar de Airexpo-vliegshow gehouden. Lherm telde op 1 januari 2022 3.849 inwoners.

## Geografie
De oppervlakte van Lherm bedroeg op 1 januari 2022 27,26 vierkante kilometer; de bevolkingsdichtheid was toen 141,2 inwoners per km².

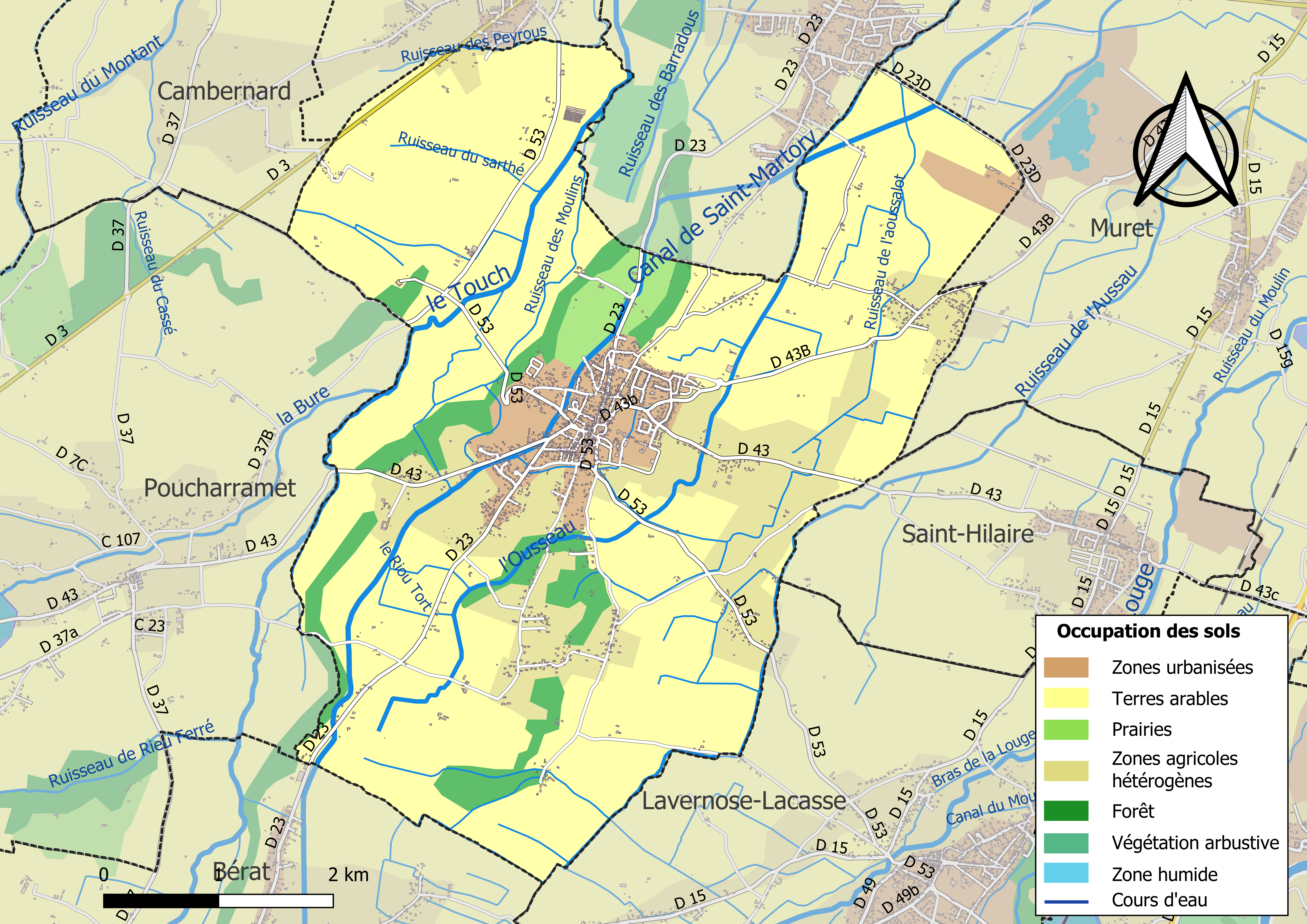
Kaart van de gemeente met belangrijkste infrastructuur, bodemgebruik en omliggende gemeenten

## Demografie
De figuur toont het verloop van het inwonertal (bron: INSEE-tellingen).